# Fernando Quesada
Fernando (Nando) Quesada Gallardo (Sabadell, 5 januari 1994) is een Spaans voetballer die bij voorkeur als middenvelder speelt.

## Loopbaan
Quesada begon bij CE Mercantil en speelde tien jaar in de jeugd bij FC Barcelona. Hij was in het seizoen 2011/12 bijna een jaar geblesseerd. In 2012 werd hij uitgeroepen tot beste middenvelder tijdens de Otten Cup. Hij was ook aanvoerder van de Juvenil A. In 2013 kreeg hij geen nieuw contract en ondanks stages bij onder meer Stoke City FC en PSV kwam hij zonder club te zitten. Eind januari 2014 tekende hij voor drieënhalf jaar bij FC Utrecht. Op 2 februari 2014 debuteerde hij in de wedstrijd tegen AFC Ajax (1-1). Hij kwam dat seizoen nog twee keer in actie voor de Utrechters. Op 2 februari 2015 maakte de club bekend hem gedurende het resterende seizoen uit te lenen aan eerstedivisionist Achilles '29 uit Groesbeek. Quesada speelde in drie wedstrijden voor Achilles '29 voordat hij een meniscusoperatie moest ondergaan. Hierop nam hij op 24 maart 2015 afscheid van de club en ging hij bij FC Utrecht verder revalideren. In september werd zijn contract in onderling overleg ontbonden.
Een maand later tekende Quesada een contract tot het einde van het seizoen 2015/16 bij UE Llagostera dat uitkomt in de Segunda División A. Medio 2018 verruilde hij SD Formentera voor Elche CF dat hem direct verhuurde aan Atlético Sanluqueño. Die club nam hem medio 2019 over. In augustus 2020 ging hij naar UD Melilla. Op 1 februari 2021 ging hij naar CD Ebro.

## Carrièrestatistieken
| Seizoen                         | Club            | Land            | Competitie         | Competitie | Competitie | Beker | Beker | Internationaal | Internationaal | Overig | Overig | Totaal | Totaal |
| Seizoen                         | Club            | Land            | Competitie         | Wed.       | Dlp.       | Wed.  | Dlp.  | Wed.           | Dlp.           | Wed.   | Dlp.   | Wed.   | Dlp.   |
| ------------------------------- | --------------- | --------------- | ------------------ | ---------- | ---------- | ----- | ----- | -------------- | -------------- | ------ | ------ | ------ | ------ |
| 2013/14                         | FC Utrecht      | Nederland       | Eredivisie         | 3          | 0          | 0     | 0     | 0              | 0              | 0      | 0      | 3      | 0      |
| 2014/15                         | FC Utrecht      | Nederland       | Eredivisie         | 0          | 0          | 0     | 0     | 0              | 0              | 0      | 0      | 0      | 0      |
| 2014/15                         | → Achilles '29  | Nederland       | Eerste divisie     | 3          | 0          | 0     | 0     | 0              | 0              | 0      | 0      | 3      | 0      |
| 2015/16                         | UE Llagostera   | Spanje          | Segunda División A | 1          | 0          | 0     | 0     | 0              | 0              | 0      | 0      | 1      | 0      |
| 2016/17                         | UE Llagostera   | Spanje          | Segunda División B | 16         | 1          | 0     | 0     | 0              | 0              | 0      | 0      | 16     | 1      |
| 2017/18                         | SD Formentera   | Spanje          | Segunda División B | 33         | 2          | 5     | 0     | 0              | 0              | 0      | 0      | 38     | 2      |
| Carrière totaal                 | Carrière totaal | Carrière totaal | Carrière totaal    | 56         | 3          | 5     | 0     | 0              | 0              | 0      | 0      | 61     | 3      |
| Bijgewerkt tot 3 september 2015 |                 |                 |                    |            |            |       |       |                |                |        |        |        |        |